# Nazarius (redenaar)
Nazarius was een redenaar die leefde in de vierde eeuw na Chr. Over zijn leven is zo goed als niets bekend. Het enige wat we van hem weten is dat hij minstens twee redevoeringen gehouden heeft in het jaar 321 ter ere van keizer Constantijn en zijn twee zonen, Crispus en Constantinus. Van de twee redevoeringen die Nazarius heeft afgeleverd is er slechts één bekend. Hij zou ook een dochter gehad hebben die een bekend redenaar was.

## Inhoud panegyriek
Zoals eerder vermeld werd de panegyriek gericht aan de senaat naar aanleiding van de vijftiende verjaardag van het keizerschap van Constantijn en de quinquennalia van Crispus en Constantinus, de beide zonen van Constantijn. Constantijn zelf was waarschijnlijk niet aanwezig tijdens de redevoering. De redevoering is vooral één slijmerige ode aan de keizer. Volgens Nazarius overtreft Constantijn alle vorige keizers. De militaire vaardigheden van de keizer en zijn zonen worden geloofd en hij beschrijft de veldtocht van Constantijn tegen Maxentius. Het waren de wreedheden van Maxentius die hem tot de strijd dwongen. Constantijn werd aangespoord tot de strijd door zijn gestorven vader Constantius. Constantijn wordt geprezen als vredestichter en vreemd genoeg staat Nazarius niet stil bij de gespannen situatie die ontstaan is na de overwinning in 312 tussen Constantijn en Licinius, die in 321 nog steeds medekeizer was in het oosten van het Romeinse Rijk.

## Stijl
Nazarius schrijft in een barok proza in Gallisch Latijn dat overladen is met alle mogelijke stijlmiddelen. Nixon en Rodgers vergelijken zijn stijl met een student die heel ijverig al zijn retorische technieken tentoon wil spreiden. De stijl van Nazarius verraadt een passie voor obscuriteit wat typisch was voor deze periode. Deze obscuriteit blijkt vooral uit de beschrijving van de figuur van Constantijn. Nazarius kent zijn klassiekers en de toespraak zit vol allusies op Cicero, Sallustius en Vergilius.

## Historische betekenis
De redevoering van Nazarius heeft heel weinig historische informatie over Constantijn. Vooral vanaf de periode na de overwinning van Constantijn over Maxentius wordt bijna niets vermeld. Dit zou te maken kunnen hebben met het feit dat Licinius in 321 nog steeds medekeizer was. De sfeer tussen Constantijn en Licinius (die geen christen was) was toen bijzonder gespannen.
Wel belangrijk is dat Nazarius, samen met Eusebius, Lactantius en de onbekende schrijver van de twaalfde panegyriek de enige tijdgenoten zijn die een verslag hebben gemaakt van de slag bij de Milvische brug (net buiten Rome). Deze slag, waar Constantijn Maxentius versloeg, wordt nog heel vaak beschouwd als een mijlpaal in de geschiedenis van het christendom. Constantijn zou net voor de slag een droom of een visioen gehad waardoor hij de veldslag heeft gewonnen en zich daarna tot het christendom heeft bekeerd. De verslagen van Nazarius, Lactantius, Eusebius en de onbekende schrijver van panegyriek 12 verschillen echter grondig van elkaar. Bovendien getuigen zowel Eusebius in zijn ‘Kerkgeschiedenis’ als Nazarius dat de goddelijke interventie al gebeurde net voor de start van de Italiaanse campamge tegen Maxentius en dus niet vlak voor de beroemde slag bij de Melvische brug. Volgens Lactantius was Constantijn al bekeerd voor het begin van zijn Italiaanse campagne. Van een bekering door Constantijn tot het christendom tijdens de slag is er volgens de primaire bronnen absoluut geen sprake.
Vanuit religieus oogpunt is de redevoering van Nazarius bijzonder interessant. In tegenstelling tot Eusebius en Lactantius was Nazarius duidelijk geen christen. Samen met de onbekende schrijver van panegyriek 12 heeft Nazarius ons een heidense versie van de slag aan de Melvische brug overgeleverd. Het is bijzonder moeilijk om de religieuze overtuiging van Nazarius te bevatten. In zijn toespraak zitten heel veel heidense elementen. Hij verwijst onder meer naar Mars en roemt de onsterfelijkheid van Constantijn (iets wat een christen auteur nooit zou doen). Toch zijn er ongetwijfeld ook christelijke elementen. Uit de woordkeuze van Nazarius blijkt duidelijk dat hij bekend is met het monotheïsme. Hemelse troepen die Constantijn geholpen hadden bij de overwinning werden gecommandeerd door zijn overleden vader Divus Constantius. Bij Nazarius is er geen sprake van een droom of visioen zoals bij Eusebius of Lactantius maar hij heeft het wel over legerscharen die door de hemel gezonden werden en vochten voor Constantijn. Deze hemelse tussenkomst was een beloning voor de vroomheid van Constantijn.
Het lijkt er sterk op dat Nazarius geen positie durfde in te nemen tussen heidendom en christendom. Dit kan verklaard worden door de onduidelijke politieke en religieuze situatie waarin het Romeinse Rijk zich bevond op het moment van zijn redevoering. Sommige onderzoekers, zoals T. Barnes, denken dat Nazarius wel degelijk een christen was. Wilhelm Kroll wijst terecht op de christelijke betekenis van de naam Nazarius.